# Серце дракона (фільм, 1996)
«Серце дракона» (англ. Dragonheart) — американський фентезійний пригодницький фільм 1996 р. режисера Роба Коена. У ролях: Денніс Квейд, Девід Тьюліс, Піт Постлетвейт, Діна Меєр і голос Шона Коннері. Номінований на премію Оскар за найкращі візуальні ефекти та різні інші нагороди в 1996 і 1997 рр. Фільм надихнув на відеопродовження, Серце дракона: Новий початок, у 2000 р.

## Сюжет
Коли людство було молодим, а дракони — старими, наймудріші зглянулися над людьми. Вони зібрали всіх драконів і змусили їх дати обітницю берегти людство. У момент смерті дракона ніч оживала сузір'ям Дракона — так виглядав рай драконів. Але коли дракони вмирають, не всі з них приймаються в це сяюче місце. Дракони повинні заробити свій пропуск туди, або ж їх дух просто зникне, немов їх на світі не було. Останній дракон поділився своїм серцем з королем Айноном, розділивши з ним біль і силу. Але Айнон виріс не добрим і благородним, а жорстоким тираном, лицар Бовін, вчитель короля, поклявся винищити всіх драконів.

## Ролі
- Денніс Квейд — Бовен, лицар, який стає вбивцею драконів, а потім союзником Драко.
- Шон Коннері — голос Драко, останній живий дракон.
- Девід Тьюліс — Айнон, король-тиран, який розділив частину серця Драко.
- Піт Постлетвейт — Гілберт Глокенспур, чернець, який приєднується до Бовена та Драко у повстанні проти Айнона.
- Джейсон Айзекс — лорд Фелтон. Він наймає Бовена вбити дракона біля його села, але відмовляється платити, дізнавшись більше.
- Джулі Крісті — королева Ейслін, мати Ейнона.
- Діна Меєр — Кара, селянська дівчина, яка прагне помститися Айнону за вбивство батька.
- Брайан Томпсон — Брок, лицар Айнона, хто служив разом з батьком останнього.
- Террі О'Ніл — Рудобородий.
- Джон Гілгуд — голос короля Артура, у титрах відсутній.

## Критика
Рейтинг фільму на сайті IMDB становить 6,3/10, Rotten Tomatoes — 50 %.

### Нагороди
| Нагорода                                               | Категорія                         | Перемога/Номінація                                   | Результат |
| ------------------------------------------------------ | --------------------------------- | ---------------------------------------------------- | --------- |
| Оскар                                                  | Найкращі ефекти, візуальні ефекти | Скотт Сквайрс, Філ Тіппетт, Джеймс Страус і Кіт Вест | Номінація |
| Академія наукової фантастики, фентезі та фільмів жахів | Найкращий фільм-фентезі           | Universal Pictures                                   | Перемога  |
| Академія наукової фантастики, фентезі та фільмів жахів | Найкращі костюми                  | Томас Кастерлайн і Анна Б. Шеппард                   | Номінація |
| Академія наукової фантастики, фентезі та фільмів жахів | Найкраща музика                   | Ренді Еделман                                        | Номінація |
| Академія наукової фантастики, фентезі та фільмів жахів | Найкращі спецефекти               | Скотт Сквайрс, Філ Тіппетт, Джеймс Страус і Кіт Вест | Номінація |
| Hollywood Film Festival                                | Hollywood Digital Award           | Скотт Сквайрс                                        | Перемога  |
| Satellite Award                                        | Найкращі візуальні ефекти         | Скотт Сквайрс                                        | Номінація |
| Sitges Film Festival                                   | Найкращий фільм                   | Роб Коен                                             | Номінація |